# Thagria signata
Thagria signata är en insektsart som beskrevs av William Lucas Distant 1908. Thagria signata ingår i släktet Thagria och familjen dvärgstritar. Inga underarter finns listade i Catalogue of Life.